# Skanzen Vysoký Chlumec

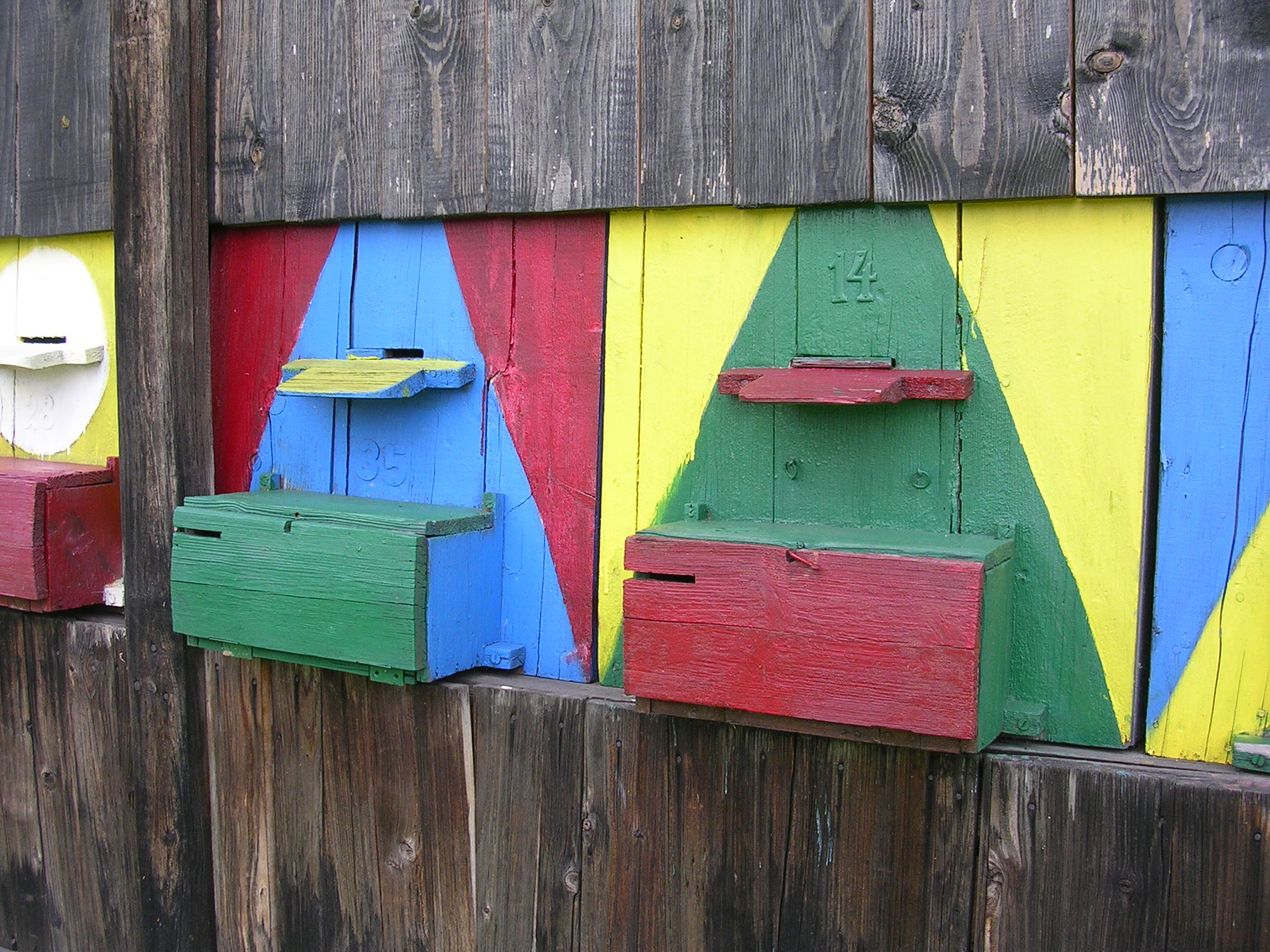
Bienenstöcke

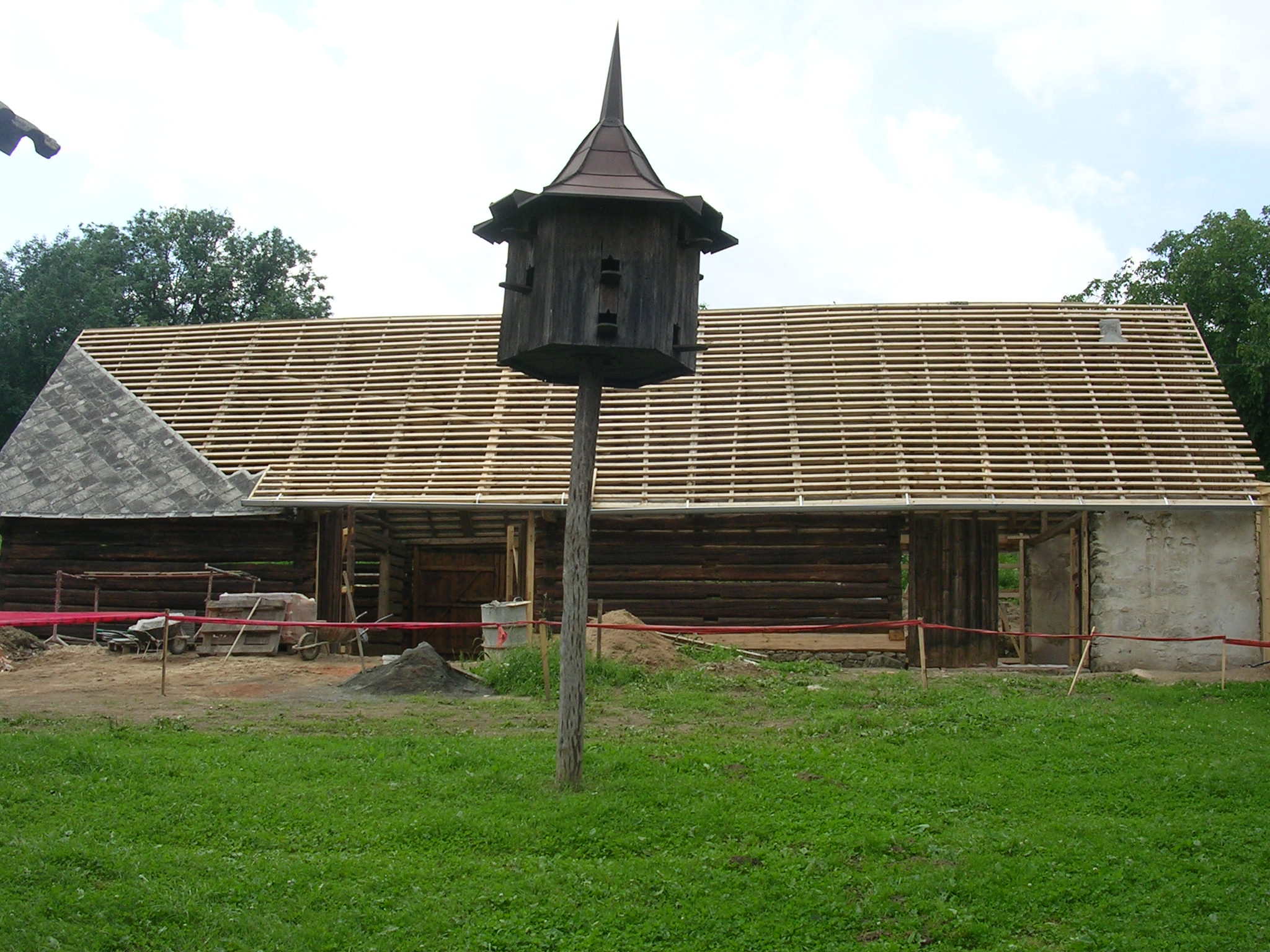
Taubenhaus

Das landwirtschaftlich-volkskundliche Freilichtmuseum Skanzen Vysoký Chlumec in Vysoký Chlumec ist eine Außenstelle des Bergbaumuseums Hornické muzeum Příbram etwa 35 östlich von Příbram. Es wurde 1999 auf einem im Jahr zuvor vom Bergbaumuseum Hornické erworbenen 3 ha großen Areal gegründet. Es befindet sich im oberen Teil des Tals Vysoký (Hoch) Chlumec in der Region des mittleren Moldautals. Das Gebiet des mittleren Moldautales ist in Mittelböhmen einzigartig mit seiner großen Zahl erhaltener dörflicher Bauten aus dem 18. bis zum Beginn des 20. Jh. Ausnahmen können auch älter sein, z. B. die steinernen Bauelemente  aus dem späten Mittelalter an einem steinernen Tor aus dem 17. Jh.  Diese Region bietet interessante Typen von Bauernhäusern aus dem Flussgebiet der Berounka und des mittelböhmischen Hügellandes mit vielen charakteristischen Zügen, an denen es möglich ist den Einfluss der umliegenden Region auf den Baustil nach zuweisen. Aufgabe des Museums ist es einige dieser Objekte der regionalen ländlichen Architektur zu bewahren, da diese mit zunehmender Geschwindigkeit aus dem Landschaftsbild verschwinden. Im Jahr 2015 zählte das Museum mehrere Bauernhäuser, zwei Getreidespeicher, ein Sägewerk, eine Imkerei, Taubenschläge, Scheunen, eine Wassermühle, eine Holz-Kolbenpumpe, einen Meilenstein und mehrere Kreuze. Für den Endzustand sind 20 bis 25 umgesetzte Gebäude vorgesehen.
Das Museum ist im Sommer geöffnet und organisiert in dieser Zeit auch regelmäßig Veranstaltungen.